# Kombinierte Nomenklatur
Die Kombinierte Nomenklatur (KN) ist eine EU-einheitliche achtstellige Warennomenklatur für den Außenhandel im Rahmen der Gemeinsamen Handelspolitik, im Besonderen den Gemeinsamen Zolltarif sowie die Statistik seitens Eurostats und der nationalen statistischen Ämter.
Sie wurde mit der Verordnung (EWG) Nr. 2658/87 des Rates vom 23. Juli 1987 über die zolltarifliche und statistische Nomenklatur sowie über den Gemeinsamen Zolltarif eingeführt.

## Funktion und Geschichte
Die KN dient hauptsächlich zum einen der Erfassung des innergemeinschaftlichen Handels (Intrastat) und des Außenhandels der Gemeinschaft Extrahandel (Extrastat). Zum anderen spielt die Zolltarifnummer eine zentrale Rolle bei der Bewilligung von vereinfachten Zollverfahren. Nur bewilligte Zolltarifnummern dürfen entsprechend im vereinfachten Verfahren angemeldet werden.
Als Grundlage für die Tarifierung wird die Kombinierte Nomenklatur auch von Staaten angewendet, welche mit der EU bilaterale Handelsabkommen geschlossen haben, wie z. B. die Türkei.
Die KN löste die NIMEXE-Klassifikation (Nomenklatur für die Import- und Exportstatistiken der Europäischen Gemeinschaften) ab, die bis 1988 gegolten hatte, und diejenigen Codes und Warenbezeichnungen, die auf der Grundlage der Nomenklaturen des Gemeinsamen Zolltarifs erstellt worden waren.
Basis für die KN ist seit Januar 1988 das Harmonisierte System zur Bezeichnung und Codierung der Waren der Weltzollorganisation, dessen sechs Stellen auf acht um die KN-Unterpositionen erweitert wurden.
Die KN wird grundsätzlich jährlich spätestens zum 31. Oktober für das Folgejahr aktualisiert. Mit der Aktualisierung werden einige KN Positionen nicht mehr geführt, eine Neueinreihung der Waren ist damit notwendig. Gegebenenfalls muss die Bewilligung für das vereinfachte Zollverfahren neu angepasst werden. Die entsprechend gültige Kombinierte Nomenklatur wird einmal im Jahr im Amtsblatt der Europäischen Gemeinschaften veröffentlicht.

## Aufbau
Die KN enthält 21 Abschnitte, welche mit römischen Ziffern betitelt werden. Diese 21 Abschnitte werden wiederum in 97 zweistellige Kapitel unterteilt. So lautet zum Beispiel Abschnitt XI Spinnstoffe und Waren daraus, Kapitel 61 gehört zum Abschnitt XI und beinhaltet Kleidung und Bekleidungszubehör, aus Gewirken und Gestricken. Eine wichtige Rolle spielen die KN Abschnitte auch für die Marktordnungsware und die zugehörige Erstattung bei der Ausfuhr.
Der TARIC, der Zolltarif der Europäischen Gemeinschaften, ist in den ersten acht Stellen identisch mit der KN. Es findet also soweit eine einheitliche Kennzeichnung für Zollzwecke und für die Statistik statt. Der Taric ist allerdings durch die Taric-Unterpositionen (ab der neunten Stelle) tiefer untergliedert.

### Allgemeine Vorschriften
Um eine Codenummer für Waren in der Kombinierte Nomenklatur (KN) zu erhalten – auch Einreihung genannt – gelten einige Grundsätze. Diese sind in den allgemeinen Vorschriften (AV) genannt. Für eine sichere Tarifierung bzw. Einreihung kann bei Unsicherheiten oder Unklarheiten eine verbindliche Zolltarifauskunft eingeholt werden.
Nach AV 1 sind für die Einreihung von Waren der Wortlaut der Positionen und die Anmerkungen zu den Abschnitten oder Kapiteln und – soweit in den Positionen oder in den Anmerkungen zu den Abschnitten oder Kapiteln nichts anderes bestimmt ist – die weiteren Allgemeinen Vorschriften (AV 2 bis AV 6) entscheidend.
Daraus folgt, dass die weiteren allgemeinen Vorschriften nur anzuwenden sind, wenn keine Spezialregelungen in der Position oder in den Anmerkungen zu den Abschnitten oder Kapiteln vorgesehen sind. Es ist immer zu fragen, ob die AVn überhaupt anwendbar sind.
Zum Beispiel ist die Anmerkung 1 zu Kapitel 71 eine Spezialregelung zur AV 2b). Die AV 2b) ist hier nicht anwendbar.

### Codenummer

Aufbau der Codenummer

Schreibweise der Codenummer:
1001 10 00
Stelle 1 bis 4: Position der Nomenklatur des Harmonisierten Systems (HS).
Stelle 5 und 6: Unterposition des HS
Stelle 7 und 8: Code der Unterposition der KN über die zolltarifliche und statistische Nomenklatur sowie den Gemeinsamen Zolltarif. Wenn eine Position oder Unterposition des HS für Gemeinschaftszwecke nicht unterteilt ist, so sind die siebte und die achte Stelle mit „00“ versehen.
Die Stellen 9, 10 und 11 sind Codes der Unterposition des TARIC (für gemeinschaftliche und nationale Maßnahmen).

## Nationale Übernahmen
- Die KN hat in der Bundesrepublik Deutschland ihre nationale Entsprechung im Warenverzeichnis für die Außenhandelsstatistik.

### Normen und Gesetze
- Verordnung (EWG) Nr. 2658/87 des Rates vom 23. Juli 1987 über die zolltarifliche und statistische Nomenklatur sowie den Gemeinsamen Zolltarif (im Anhang I enthalten), Amtsblatt Nr. L 256 vom 7. September 1987, S. 1–675 (EUR-Lex)
- Verordnung (EG) Nr. 1214/2007 der Kommission vom 20. September 2007 zur Änderung von Anhang I der Verordnung (EWG) Nr. 2658/87 des Rates über die zolltarifliche und statistische Nomenklatur sowie den Gemeinsamen Zolltarif
- Verordnung (EG) Nr. 948/2009 der Kommission vom 30. September 2009 zur Änderung von Anhang I der Verordnung (EWG) Nr. 2658/87 des Rates über die zolltarifliche und statistische Nomenklatur sowie den Gemeinsamen Zolltarif
- Verordnung (EU) 2016/1821 der Kommission vom 6. Oktober 2016 zur Änderung von Anhang I der Verordnung (EWG) Nr. 2658/87 des Rates über die zolltarifliche und statistische Nomenklatur sowie den Gemeinsamen Zolltarifen
- Verordnung (EU) 2017/1925 der Kommission vom 12. Oktober 2017 zur Änderung von Anhang I der Verordnung (EWG) Nr. 2658/87 des Rates über die zolltarifliche und statistische Nomenklatur sowie den Gemeinsamen Zolltarif